# Tettens (Nordenham)
Tettens ist als ehemalige Bauerschaft im Bereich Äußere Stadt ein Stadtteil von Nordenham im Landkreis Wesermarsch.

## Geschichte
Tettens wurde 1686 eingedeicht. Aufgrund der Weihnachtsflut von 1717 wurde der Deich jedoch 1719 neu errichtet. Im Jahr 1763 wurde die Lotsengesellschaft Tettens-Burhave in Tettens gegründet. Sie wurde 1776 nach Fedderwardersiel verlegt, da sich das Weserfahrwasser zunehmend auf die bremische Weserseite verlagerte. Es folgte die Gründung der Blexen-Tettenser Lotsengesellschaft im Jahr 1803, die 1849 wieder aufgelöst wurde. Die Auflösung war nötig, da das Fahrwasser der Weser auf dem bremischen Ostufer der Weser lag, hier durften keine oldenburgischen Lotsen beraten. Durch die Gründung der Lotsengesellschaft in Geestendorf 1792 verlor Tettens für den Schiffsverkehr weiter an Bedeutung. Eine Bauerordnung für Tettens ist aus dem Jahr 1735 überliefert.  Im Jahr 1632 gab es eine einklassige Schule mit etwa 70 Schülern in Tettens.

### Demographie
| Jahr | Einwohner |
| ---- | --------- |
| 1675 | 178       |
| 1793 | 197       |
| 1815 | 161       |
| 1855 | 164       |
| 1925 | 139       |

## Bauwerke
Siehe auch Liste der Baudenkmale in Nordenham
- Wohnhaus Am Dorfbrunnen 13 von 1730
- Landgasthof Tettens, Bauernhaus von 1737